# إنغريد فالك
إنغريد فالك (بالألمانية: Ingrid Falk)‏ هي مجدفة ألمانية، ولدت في القرن العشرين.